# 高雄市二二八和平公園
高雄市二二八和平公園，是一座曾位於高雄市鹽埕區中正四路與愛河交會處（舊高雄市政府對面）的紀念性公園，前身為1978年開放的高雄地下街上方作為中式庭園-仁愛公園，2006改為高雄市二二八和平公園。

## 圖片集

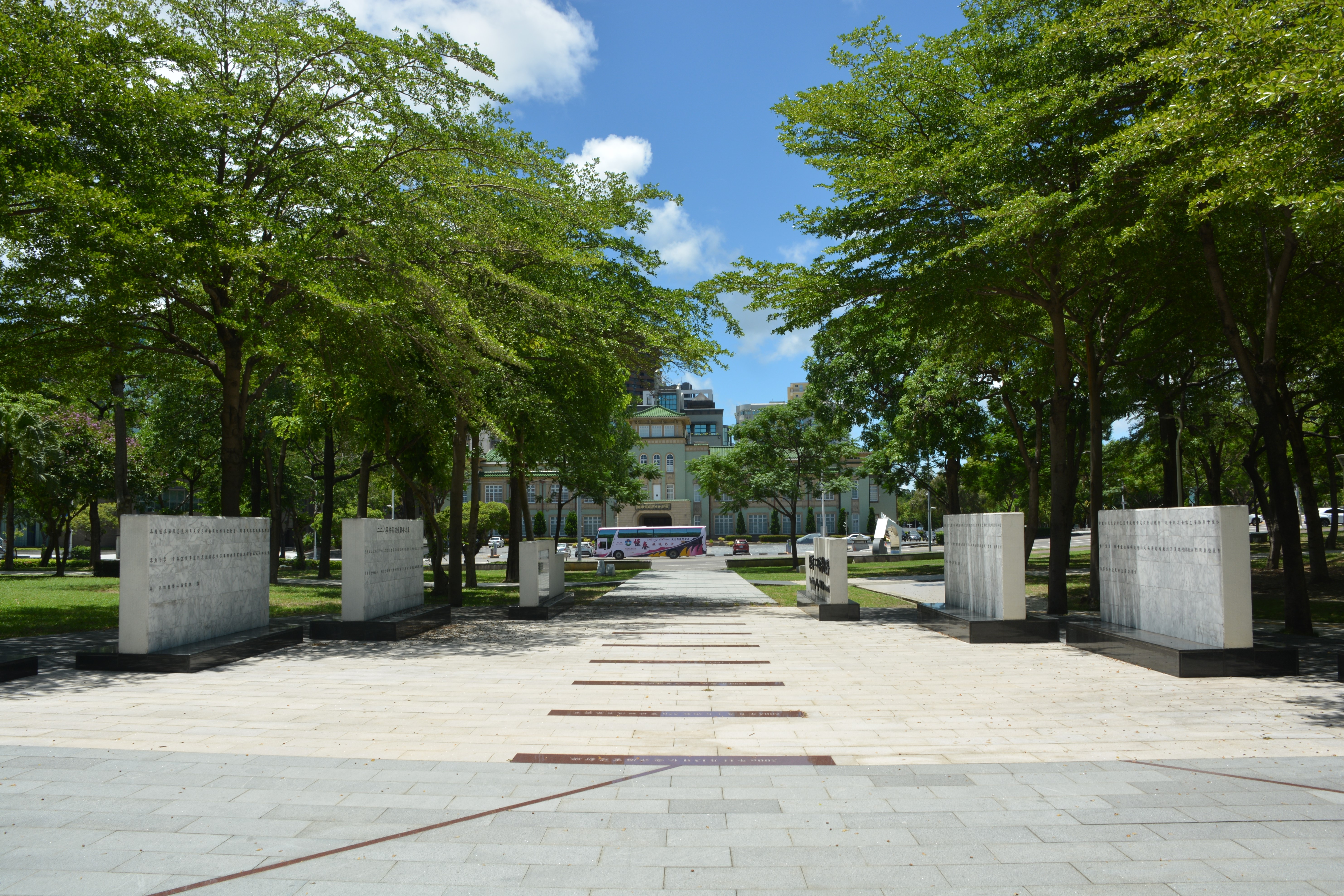
紀念碑及其後的高雄市立歷史博物館
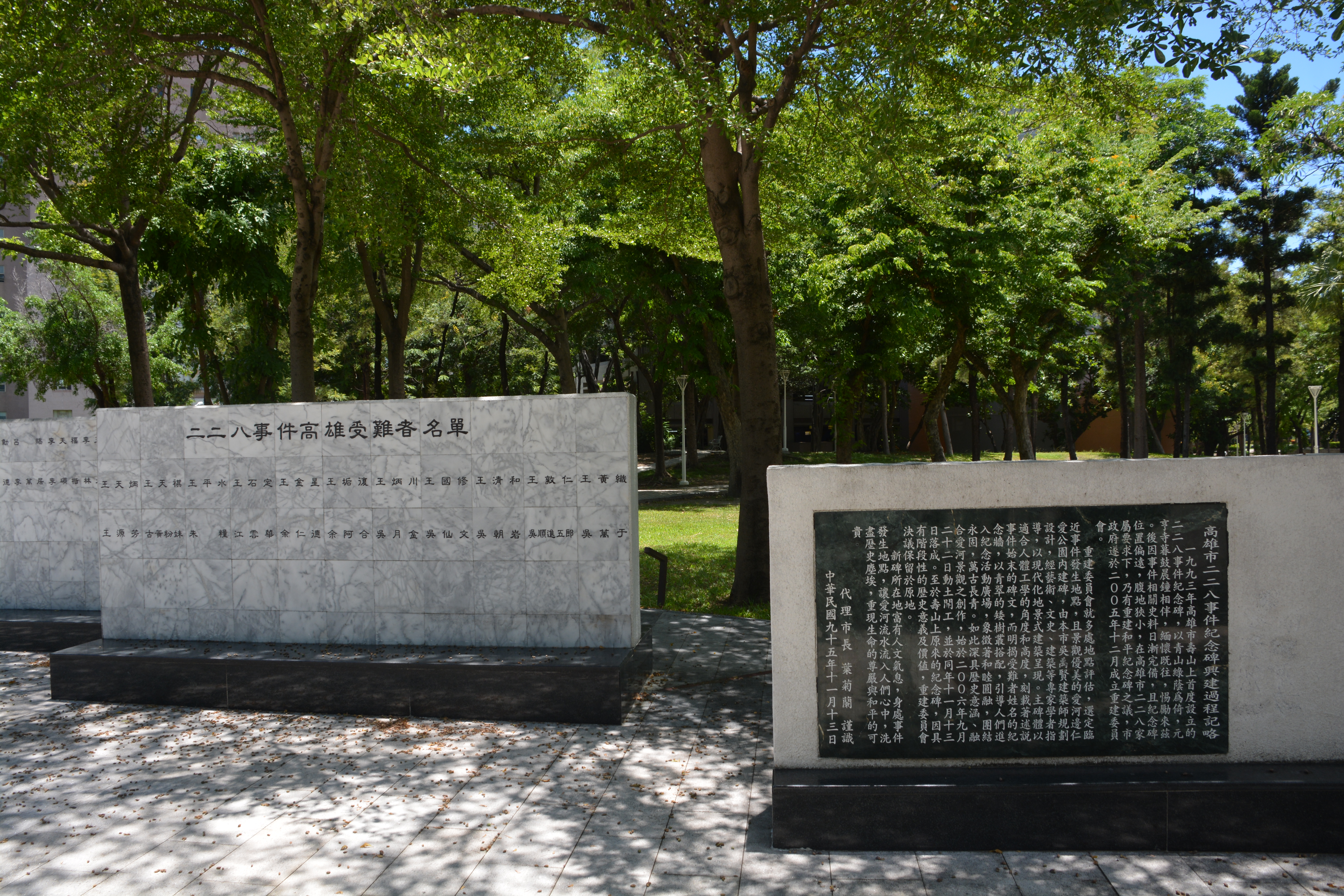
受難者名單及建碑過程記略
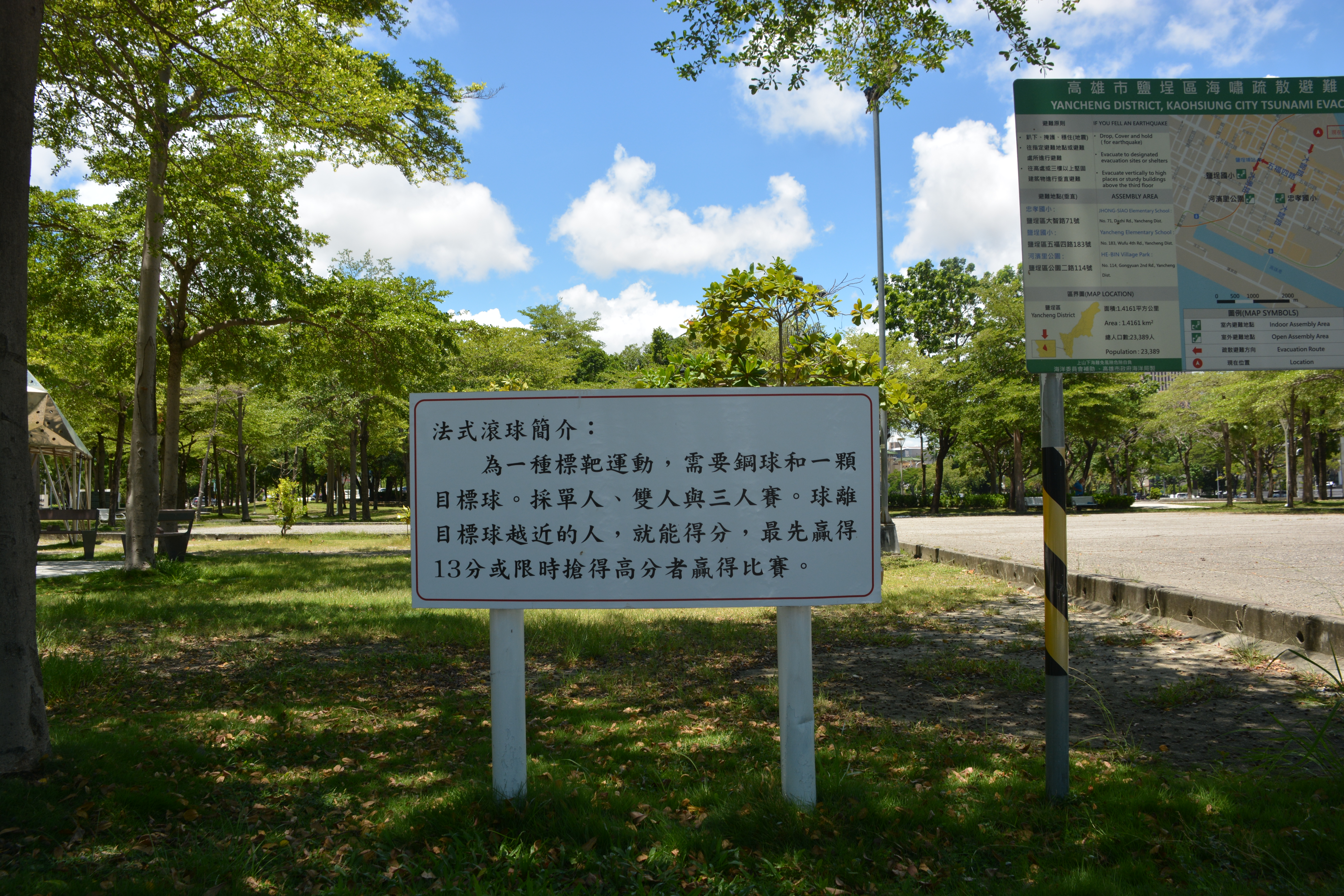
公園內的法式滾球場
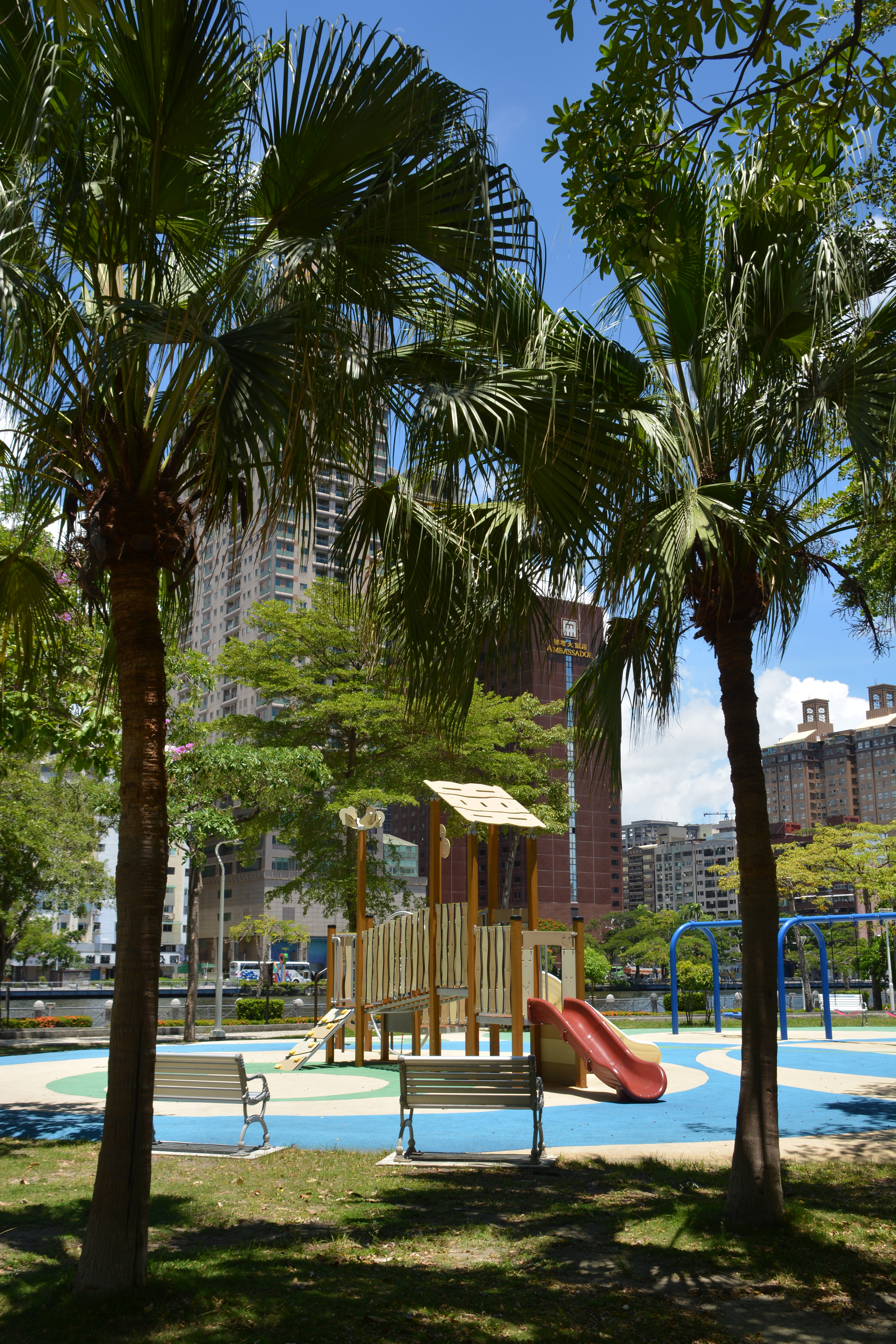
公園內的兒童遊樂場